# Sao dãy chính loại F

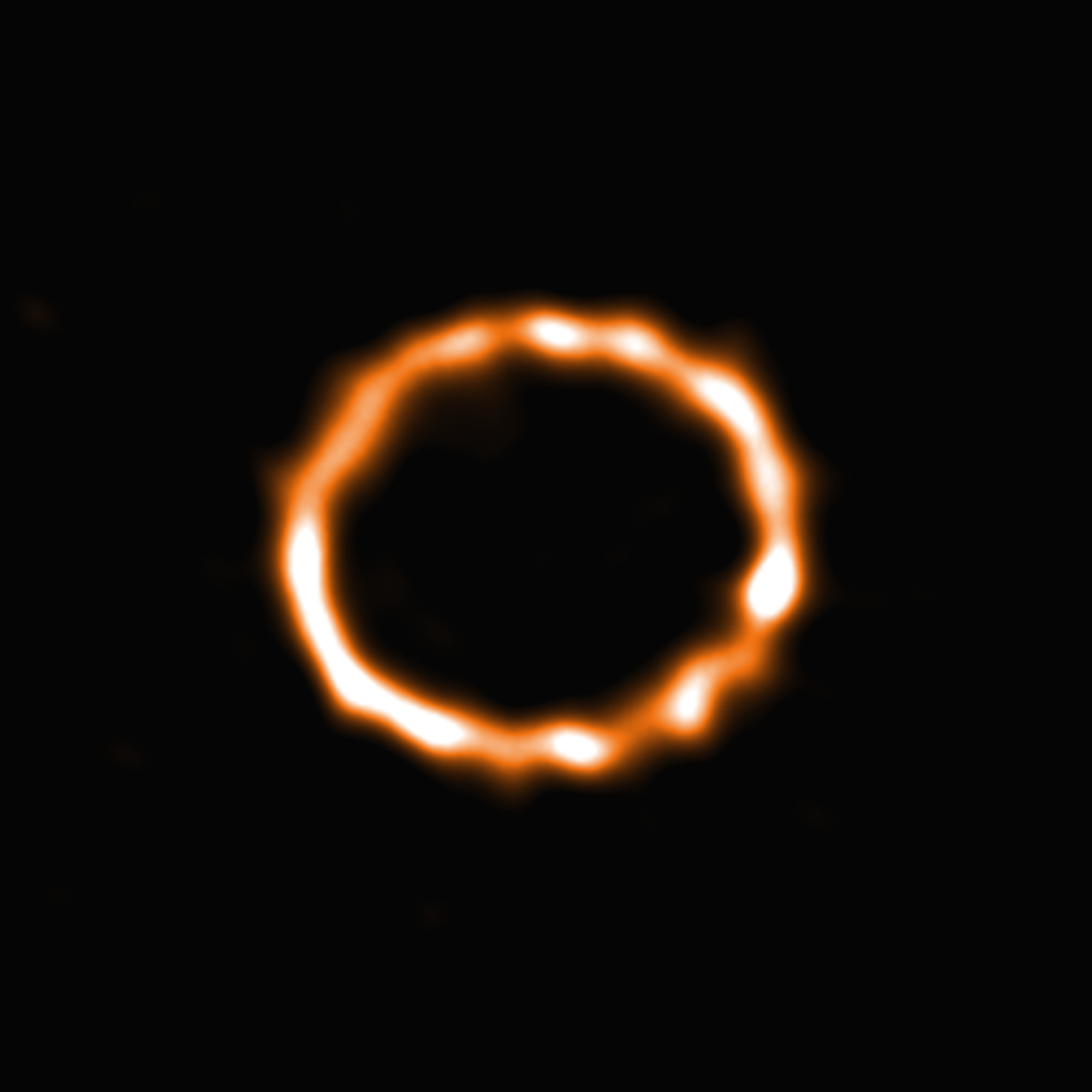
Đĩa vụn xung quanh một ngôi sao loại F

Một ngôi sao loại F (FV) là một ngôi sao đặc dãy chính nhiên liệu hydro, thuộc loại quang phổ loại F và loại độ sáng V. Những ngôi sao này có khối lượng từ 1,0 đến 1,4 lần Mặt trời và nhiệt độ bề mặt từ 6.000 7.600 K.  Bảng VII và VIII. Phạm vi nhiệt độ này mang lại cho các ngôi sao loại F một màu vàng trắng. Do một ngôi sao có trình tự chính được gọi là ngôi sao lùn, nên ngôi sao này cũng có thể được gọi là sao lùn trắng vàng (không bị nhầm lẫn với các sao lùn trắng lạnh hơn). Các ví dụ nổi tiếng bao gồm Procyon A, Gamma Virginis A và B, và KIC 8462852.
| Tên sao               | Kiểu quang phổ | Khối lượng (M◎) | Bán kính (R◎) | Độ sáng (L◎) | Nhiệt độ (c) | Chỉ lục màu (B - V) |
| --------------------- | -------------- | --------------- | ------------- | ------------ | ------------ | ------------------- |
| ...                   | F0V            | 1,610           | 1,728         | 7,240        | 6947°        | 0.30                |
| ...                   | F1V            | 1.50            | 1,679         | 6,170        | 6747°        | 0,33                |
| ...                   | F2V            | 1,460           | 1,622         | 5,130        | 6547°        | 0,37                |
| ...                   | F3V            | 1,440           | 1,578         | 4,680        | 6477°        | 0,39                |
| ...                   | F4V            | 1,380           | 1,533         | 4,170        | 6397°        | 0,41                |
| ...                   | F5V            | 1,330           | 1,473         | 3,630        | 6277°        | 0,44                |
| ...                   | F6V            | 1,250           | 1,359         | 2,690        | 6077°        | 0,49                |
| ...                   | F7V            | 1,210           | 1,324         | 2,450        | 6007°        | 0,50                |
| ...                   | F8V            | 1,180           | 1,221         | 1,950        | 5907°        | 0,53                |
| ...                   | F9V            | 1,130           | 1,167         | 1,660        | 5777°        | 0,56                |
| Mặt Trời (để so sánh) | G2V            | 1               | 1             | 1            | 5505°        | 0,625               |

## Sao chuẩn

Sao loại F (những ngôi sao màu hơi vàng trắng) trong biểu đồ H-R

Hệ thống Yerkes Atlas đã được sửa đổi (Johnson & Morgan 1953)  liệt kê một mạng lưới dày đặc các ngôi sao tiêu chuẩn phổ lùn loại F; tuy nhiên, không phải tất cả trong số này đã tồn tại cho đến ngày nay như là tiêu chuẩn. Các điểm neo của hệ thống phân loại phổ MK trong số các sao lùn trình tự chính loại F, tức là những ngôi sao tiêu chuẩn không thay đổi qua nhiều năm và có thể được sử dụng để xác định hệ thống, được coi là 78 Ursae Majoris (F2 V) và pi3 Orionis (F6 V). Ngoài hai tiêu chuẩn đó, Morgan & Keenan (1973)  coi các ngôi sao sau đây là tiêu chuẩn dao găm: HR 1279 (F3 V), HD 27524 (F5 V), HD 27808 (F8 V), HD 27383 (F9 V) và Beta Virginis (F9 V). Các sao tiêu chuẩn MK chính khác bao gồm HD 23585 (F0 V), HD 26015 (F3 V) và HD 27534 (F5 V). Lưu ý rằng hai thành viên Hyades có tên HD gần như giống hệt nhau (HD 27524 và HD 27534) đều được coi là ngôi sao tiêu chuẩn F5 V mạnh mẽ và thực sự họ có chung màu sắc và cường độ gần như giống hệt nhau. Grey & Garrison (1989)  cung cấp một bảng hiện đại về các tiêu chuẩn lùn cho các ngôi sao loại F nóng hơn. Các ngôi sao tiêu chuẩn lùn F1 và F7 hiếm khi được liệt kê, nhưng đã thay đổi một chút qua các năm trong số các chuyên gia phân loại. Các ngôi sao tiêu chuẩn thường được sử dụng bao gồm 37 Ursae Majoris (F1 V) và Iota Piscium (F7 V). Không có ngôi sao tiêu chuẩn F4 V nào được công bố. Thật không may, F9 V xác định ranh giới giữa các ngôi sao nóng được phân loại bởi Morgan và các ngôi sao lạnh hơn được phân loại bởi Keenan và có những khác biệt trong tài liệu về việc các ngôi sao xác định ranh giới lùn F / G. Morgan & Keenan (1973)  liệt kê Beta Virginis và HD 27383 là tiêu chuẩn F9 V, nhưng Keenan & McNeil (1989)  liệt kê HD 10647 là tiêu chuẩn F9 V của họ. Có lẽ nên tránh Eta Cassiopeiae như một ngôi sao tiêu chuẩn vì nó thường được coi là F9 V trong các ấn phẩm của Keenan, nhưng G0 V trong các ấn phẩm của Morgan.

## Các hành tinh
Một số ngôi sao loại F gần nhất được biết có hành tinh bao gồm Upsilon Andromedae, Tau Boötis, HD 10647, HD 33564, HD 142, HD 60532 và KOI-3010.

## Vùng sự sống
Một số nghiên cứu cho thấy có khả năng sự sống cũng có thể phát triển trên các hành tinh quay quanh một ngôi sao loại F. Người ta ước tính rằng vùng có thể ở được của một ngôi sao F0 tương đối nóng sẽ kéo dài từ khoảng 2,0 AU đến 3,7 AU và từ 1,1 đến 2,2 AU cho một ngôi sao F8 tương đối mát mẻ. Tuy nhiên, liên quan đến một ngôi sao loại G, các vấn đề chính đối với tuổi thọ giả định trong kịch bản cụ thể này sẽ là ánh sáng mạnh hơn và tuổi thọ sao ngắn hơn của ngôi sao.
Các ngôi sao loại F được biết là phát ra các dạng ánh sáng năng lượng cao hơn nhiều, chẳng hạn như bức xạ UV, về lâu dài có thể có tác động tiêu cực sâu sắc đến các phân tử DNA. Các nghiên cứu đã chỉ ra rằng, đối với một hành tinh giả định được đặt ở khoảng cách tương đương với một ngôi sao loại F vì Trái đất ở từ Mặt trời (cách xa ngôi sao loại F, bên trong vùng có thể ở được) và với một ngôi sao tương tự bầu khí quyển, sự sống trên bề mặt của nó sẽ nhận được thiệt hại gấp khoảng 2,5 đến 7,1 lần so với tia UV so với trên Trái đất. Do đó, để các dạng sống tự nhiên của nó tồn tại, hành tinh giả thuyết sẽ cần phải có đủ khả năng che chắn khí quyển, chẳng hạn như một tầng ozone trong bầu khí quyển phía trên. Nếu không có tầng ozone mạnh mẽ, sự sống có thể phát triển về mặt lý thuyết trên bề mặt hành tinh, nhưng rất có thể nó sẽ bị giới hạn ở các khu vực dưới nước hoặc dưới lòng đất.